# Cəyirli (Bərdə)
Cəyirli è un comune dell'Azerbaigian situato nel distretto di Bərdə. Conta una popolazione di 853 abitanti.